# Soehrensia tarijensis
Soehrensia tarijensis ist eine Pflanzenart aus der Gattung Soehrensia in der Familie der Kakteengewächse (Cactaceae). Das Artepitheton tarijensis verweist auf das Vorkommen der Art bei Tarija im bolivianischen Departamento Tarija. Spanische Trivialnamen sind „Poco“, „Poco-Poco“, „Achuma“ und „Cardón“. Die Früchte werden „Pasacana“ genannt.

## Beschreibung
Soehrensia tarijensis wächst anfangs einzeln, wird später strauchig mit wenigen seitlichen Zweigen und erreicht Wuchshöhen von bis zu 5 Metern. Die kräftigen, zylindrischen, dunkelgrünen Triebe erreichen einen Durchmesser von bis zu 35 Zentimeter. Es sind 15 bis 21 Rippen vorhanden. Die auf ihnen befindlichen großen, deutlichen Areolen sind mit grauem Filz besetzt und stehen eng beieinander. Aus ihnen entspringen hellbraune bis weißliche, ungleiche Dornen. Die steifen, stechenden Dornen sind wenig gebogen und an ihrer Basis verdickt. Sie weisen eine Länge 1 von 8 Zentimeter auf. Es werden ein bis vier Mitteldornen und 50 oder mehr Randdornen ausgebildet.
Die trichterförmigen Blüten sind rot bis rosafarben bis cremeweiß. Sie erscheinen in der Nähe des Triebscheitels. Die Blüten sind bis zu 12 Zentimeter lang und besitzen einen Durchmesser von 9 Zentimeter. Die eiförmigen, grünen Früchte sind 3,5 bis 5 Zentimeter lang und weisen einen Durchmesser von 2 bis 3 Zentimeter auf.

## Verbreitung, Systematik und Gefährdung
Soehrensia tarijensiss ist im Südwesten und Süden von Bolivien sowie der argentinischen Provinz Jujuy in den Anden in Höhenlagen von 3000 bis 4500 Metern verbreitet.
Die Erstbeschreibung als Cereus tarijensis durch Friedrich Vaupel wurde 1916 veröffentlicht. Boris O. Schlumpberger stellte die Art 2012 in die Gattung Soehrensia. Weitere nomenklatorische Synonyme sind Trichocereus tarijensis (Vaupel) Werderm. (1940), Helianthocereus tarijensis (Vaupel) Backeb. (1955), Echinopsis tarijensis (Vaupel) H.Friedrich & G.D.Rowley (1974), Lobivia formosa subsp. tarijensis (Vaupel) Rausch (1975) und Lobivia formosa var. tarijensis (Vaupel) Rausch (1987).
Es werden folgende Unterarten unterschieden:
- Soehrensia tarijensis subsp. tarijensis
- Soehrensia tarijensis subsp. bertramiana (Backeb.) Schlumpb.

In der Roten Liste gefährdeter Arten der IUCN wird die Art als „Least Concern (LC)“, d. h. als nicht gefährdet geführt.

## Nachweise